# Список керівників держав 223 року
В даній статті представлені керівники державних утворень. Також фрагментарно зазначені керівники нижчих рівнів. З огляду на неможливість точнішого датування певні роки володарювання наведені приблизно.
Список керівників держав 223 року — це перелік правителів країн світу 223 року.
Список керівників держав 222 року — 223 рік — Список керівників держав 224 року — Список керівників держав за роками

## Європа
- Боспорська держава — цар Рескупорід III (210-228)
- Ірландія — верховний король Лугайд мак Кон (195-225)
- Римська імперія
  - імператор Геліогабал Александр Север (222-235)
    - консул Луцій Марій Максим Перпетв Авреліан (223)
    - консул Луцій Росцій Еліан Пакул Сальвій Юліан (223)
      - Нижня Британія — Клавдій Ксенофонт (223)
      - Далмація — Діон Кассій (223-225)

## Азія
- Близький Схід
  - Велика Вірменія — цар Трдат II (217-252)
- Іберійське царство — цар Ваче (216-234)
  - Гассаніди — Джафна I ібн Амр (220-265)
- Індія
  - Кушанська імперія — великий імператор Васудева I (191-225)
  - Царство Сатаваханів — магараджа Пулумаві III Сатавахана (216-224)
  - Західні Кшатрапи — Самгадаман (222-223); Дамасена (223-232)
  - Чера — Янаікат-сей Мантаран Черал (201-241)
- Китай
  - Династія Вей — імператор Цао Пі (220-226)
  - Династія У — імператор Сунь Цюань (222-252)
  - Династія Шу — імператор Лю Бей (221-223); Лю Шань (223-263)
    - шаньюй південних хунну Лю Бао (215-260)
    - володар держави сяньбі Будугень (210—233)
- Корея
  - Когурьо — тхеван (король) Сансан (197-227)
  - Пекче — король Кусу (214-234)
  - Сілла — ісагим (король) Нехе (196-230)
  - Осроена — Ману IX (216-242)
- Персія
  - Парфія — шах Вологез V (208-223); Артабан V (223-224)
- Сипау (Онг Паун) — Пау Ай П'яу (207-237)
- Тоба — Тоба Лівей (219-277)
- Японія — Імператриця Дзінґу (201-269)
- Ліньї — Фам Хунг (220—284)

## Африка
- Царство Куш — цар Аріесбехе (209-228)